# Lets voetbalkampioenschap 1958
In 1958 werd het 15e voetbalseizoen gespeeld van de Letse SSR, voorheen was Letland onafhankelijk en speelden de clubs in de  Virslīga. 
Sarkanais Metalurgs werd voor 9e keer kampioen.

## Stand
| Pos | Team                | Wed | W  | G | V  | Ptn | DV | DT | +/− |
| --- | ------------------- | --- | -- | - | -- | --- | -- | -- | --- |
| 1   | Sarkanais Metalurgs | 18  | 11 | 6 | 1  | 28  | 35 | 10 | +25 |
| 2   | RVR                 | 18  | 10 | 4 | 4  | 24  | 35 | 21 | +14 |
| 3   | Tosmares c          | 18  | 10 | 4 | 4  | 24  | 26 | 23 | +3  |
| 4   | Dinamo Rīga         | 18  | 9  | 5 | 4  | 23  | 30 | 19 | +11 |
| 5   | ASK                 | 18  | 9  | 4 | 5  | 22  | 24 | 20 | +4  |
| 6   | VEF                 | 18  | 9  | 2 | 7  | 20  | 15 | 19 | −4  |
| 7   | RER                 | 18  | 8  | 2 | 8  | 18  | 18 | 16 | +2  |
| 8   | Vulkans             | 18  | 6  | 4 | 8  | 16  | 22 | 23 | −1  |
| 9   | Lokomotive          | 18  | 1  | 1 | 16 | 3   | 11 | 65 | −54 |
| 10  | Rezekne             | 0   | –  | – | –  | 0   | –  | –  | —   |

1. ↑  Teruggetrokken na 9 rondes

## Kampioen
| Virslīga 1958                           |
| Letland                                 |
| --------------------------------------- |
| Sarkanais Metalurgs Kampioen (9° titel) |